# علم اليوغا
علم اليوغا
علم اليوغا هو الأساس العلمي لليوغا الحديثة كممارسة في العلوم الإنسانية كعلم التشريح وعلم وظائف الأعضاء وعلم النفس. يتم مشاركة تأثيرات اليوجا إلى حد ما مع أشكال أخرى من التمارين، على الرغم من اختلافها في مقدار التمدد، وبسبب استخدامها المتكرر للانتظار الطويل والاسترخاء، في قدرتها على تقليل الإجهاد. يتم التعامل مع اليوغا هنا بشكل منفصل عن التأمل، والتي لها تأثيرات خاصة بها، على الرغم من الجمع بين اليوغا والتأمل في بعض مدارس اليوغا.
تم دراسة اليوغا علمياً منذ تجارب علم وظائف الأعضاء في القرن التاسع عشر بواسطة الطبيب إن سي بول في نورث كارولاينا. والذي أنشأ كل من رواد يوغندرا وكوفالياناندا الرواد في أوائل القرن العشرين معاهد لدراسة اليوغا بشكل منهجي.
كما لليوغا فوائد كثيرة منها المساعدة على قوة العظام وحركة المفاصل واستقرار المفاصل. يحسن الوضع وقوة العضلات والتنسيق والثقة، مما يقلل بدوره من خطر الإصابة وكسر العظام. نظرًا لأنه بطيء بشكل عام ويتم إجراؤه بوعي، فقد يكون أكثر أمانًا من العديد من الرياضات الأخرى؛ ولكن تم الإبلاغ عن بعض المواقف مثل الوقوف وحامل الكتف وحامل اللوتس كأسباب للإصابة.
تُستخدم اليوجا أيضًا مباشرةً كعلاج، خاصةً للحالات النفسية مثل اضطراب ما بعد الصدمة، لكن الدليل على ذلك لا يزال ضعيفًا. تم تسويق اليوجا أحيانًا من خلال ادعاءات علمية كاذبة لفوائد محددة، عندما لا تكون أفضل من أشكال التمرين الأخرى في تلك الحالات  وبعض الادعاءات لتأثيراتها على أعضاء معينة، مثل الانحناءات الأمامية التي تطرد السموم من الكبد، لا أساس لها من الصحة على الإطلاق. كما لاحظ المراجعون الحاجة إلى المزيد من الدراسات عالية الجودة لتأثيرات اليوغا.
تاريخ اليوغا
في القرن التاسع عشر، بدأ الطبيب البنغالي ان.سي.بول دراسة فسيولوجيا اليوغا في عام 1851بكتابة مقالة عن فلسفة اليوغا، مشيرًا إلى أن اليوغا يمكن أن ترفع مستويات ثاني أكسيد الكربون في الدم.
في أوائل القرن العشرين، عمل اثنان من رواد اليوغا كممارسة في الهند، كل من يوجندرا وكلوفيندانا لجعل يوغا الهاثا مقبولة، بحثًا عن أدلة علمية على الفوائد الصحية لحالات اليوغا وتنفس اليوغا في عام 1918، أسس يوغندرا معهد اليوغا لإجراء بحث في اليوغا، على أمل أن لمعان العلم يجعل اليوغا أكثر قبولًا في الغرب، وقد عبر يوغندرا عن نواياه في كتب مثل كتابه 1928 كتاب من قبل شري يوجندرا و في1931نشر يوجا النظافة الشخصية وفي عام 1924، أسست كوفالياناندا مركز عطلات ممارسة اليوغا لأبحاث الصحة واليوجا، حيث جمعت بين الآسانا والجمباز، ومثل يوجندرا ياداف  الذي يسعى إلى أساس علمي وطبي لممارسات اليوغا.
في عام 1937، نشر عالم الفسيولوجيا في جامعة ييل كافور حالة استرخاء وصفها بأنه «شعور لطيف للغاية بالهدوء»،  مصحوبًا بتباطؤ ملحوظ في الأداء العقلي في اختبارات مثل المبالغ العقلية، والتعرف على الألوان وحل الألغاز البسيطة حيث لاحظ الصحفي العلمي ويليام برود أن هذه النتيجة تتناقض مع صورة اليوغا على أنها تمنح سلطات خاصة
نطاق اليوغا
بناءا على قاموس ميريام وبستر تعرف اليوجا كتمرين بأنها "نظام من المواقف الجسدية، وتقنيات التنفس، وأحيانًا التأمل المستمد من اليوجا (التقليدية)ولكن غالبًا ما تمارس بشكل مستقل خاصة في الثقافات الغربية لتعزيز الرفاهية البدنية والعاطفية.
لاحظ الصحفي العلمي ويليام برود أن اليوغا لها «فوائد صحية واسعة النطاق»، ويحدد نطاق علم اليوغا بأنه «فهم أفضل لما يمكن أن تفعله اليوغا وفهم أفضل لما يمكن أن تكون عليه اليوغا». يميز «الصنف الحديث» الذي هو موضوعه عن يوغا الهاثا التي تشكلت «في العصور الوسطى». دينيس رانكين بوكس، محرر العلاجات التكميلية في الممارسة السريرية، وهي واحدة من العديد من مجلات إلزيفير التي تنشر مجلات حول تأثيرات اليوغا (من بين أمور أخرى)، تقدم تعريفًا «بحثًا يتناول تأثير اليوغا على الصحة والرفاهية». كتبت آن سوانسون، وهي معلمة ومعالجة يوغا، أن «المبادئ والأدلة العلمية ساهمت في تبسيط الكثير من ممارسة» اليوجا كتابها عن علم اليوغا يتعلق بشكل أساسي بتشريح اليوغا أساناس، مع فصل عن علاقات أجهزة الجسم (علم التشريح وعلم وظائف الأعضاء) باليوجا. تناول باحثو الطب النفسي مثل ميكايلا باسكو تأثير اليوغا على مقاييس الضغط النفسي والاكتئاب.
تلاحظ واسعة «الطبيعة المنتشرة للعلم الموجود» مع قطع من اللغز المجازي للمعرفة العلمية لما تحققه اليوغا في الواقع في العديد من المختبرات حول العالم. الصورة، كما يكتب برود، مشوشة بسبب «السلوك المفترس» للمشاريع التجارية التي تهدف إلى الترويج لنفسها ولكن يتم توضيحها من قبل المعاهد الوطنية الأمريكية للصحة، التي بدأت بتمويل البحث العلمي في اليوغا في عام 1998 ، مما أدى إلى  ظهور تقارير موثوقة للدراسات من تأثيرات اليوغا على الظروف المختلفة.
الآثار الجسدية
الهيكل العظمي والمفاصل
تساعد اليوجا في الحفاظ على العظام والمفاصل في حالة صحية. على وجه الخصوص، يساعد على الحفاظ على قوة العظام؛ كما أنه يساعد على الحفاظ على حركة المفاصل (نطاق الحركة) واستقرار المفاصل.  إنه يحسن الوضعية والقوة العضلية والتنسيق والثقة (تقليل القلق)، وكلها تقلل من خطر الإصابة وكسر العظام، وبالتالي قد تكون مفيدة للأشخاص الذين يعانون من حالات مثل هشاشة العظام. من ناحية أخرى، يمكن أن تؤدي اليوغا، مثل أي نشاط بدني آخر، إلى الإصابة؛ من بين أهم أسباب الإصابة في الرأس (سيرسانا) وحامل الكتف (سارفانجاسانا) وموقع اللوتس (بادماسانا). [ص 5] تقدم آن سوانسون ثلاثة أسباب تجعل اليوغا أكثر أمانًا من العديد من الألعاب الرياضية، وهي بطيء في كثير من الأحيان يشجع الوعي في الوقت الراهن؛ وتشدد على عدم الإضرار (أهيمسا).  تنصح المعاهد الوطنية الأمريكية للصحة بالتدرب مع مدرب مؤهل لتقليل فرصة الإصابة.
العضلات
تتضمن اليوغا كلاً من النشاط المتساوي التوتر، وتقصير العضلات تحت الحمل، و (على عكس العديد من أشكال التمارين الرياضية) أيضًا كمية كبيرة من النشاط المتساوي القياس، والتي لا تزال تحت الحمل، كما هو الحال في أي أسانا يتم الاحتفاظ به لفترة  تمرين متساوي القياس يبني قوة العضلات.
أحد تطبيقات العلوم لليوغا هو توفير المعرفة التفصيلية لتشريح الجهاز العضلي الهيكلي، من حيث صلته باليوغا أساناس، لمعلمي اليوغا ومعالجي اليوغا.
حيث يؤثر التنفس والوضعية على بعضهما البعض، خاصة من خلال تأثيرهما على الحجاب الحاجز. يؤثر التنفس أيضًا على الجهاز العصبي اللاإرادي؛ التنفس الهادئ يبطئ القلب ويقلل ضغط الدم. معًا، ينتج عن هذا شعورًا بالهدوء والاسترخاء يتم استخدام طريقة واحدة للقيام بذلك في شكل واحد من أشكال تنفس اليوجا (براناياما): يُحسب الزفير مرتين ضعف الاستنشاق، قل شهيقًا لعد 3 وزفير لعد 6.
عمليه التنفس
يمكن استخدام التنفس بشكل متساوي لتنشيط الجسم عن طريق  البراناياما  وتنقية التنظيف التي تسمى نفس النار (تلميع الجمجمة) كلاهما ينشط الجسم بالتنفس البطني القوي، باستخدام الحجاب الحاجز لجعل البطن يتحرك للداخل والخروج.  
مع ملاحظة واسعة بأن  اليوغا، وخاصة البراناياما، يزيد من إمدادات الأكسجين للجسم.ويوضح أنه بدلاً من ذلك، قد يشعر بأن التنفس سريع.
كما افاد ليجندر، لكنه يقلل من مستوى ثاني أكسيد الكربون في الدم. يؤدي ذلك إلى انقباض الأوعية الدموية في الدماغ، مما يقلل امتصاص الدماغ للأكسجين، بعدها يؤدي إلى أعراض مثل الدوخة والإغماء. من ناحية أخرى، يمكن أن يرفع البراناياما البطيء مستويات ثاني أكسيد الكربون، ويزيد من امتصاص الدماغ للأكسجين.
التأثيرات الفسيولوجية
اللياقة البدنيه
يمكن استخدام اليوجا كتمرين للمساعدة في الحفاظ على اللياقة البدنية حيث توفر جلسة اليوغا الكاملة مع الأساناس والبراناياما في المتوسط تمرينًا معتدلًا. تراوحت (تحية الشمس) حوالي 12أسانا تحية الشمس من الضوء إلى التمارين القوية، اعتمادًا على كيفية إجرائها. كان متوسط جلسة ممارسة اليوغا دون تمرين تحية الشمس تمرينًا خفيفًا أو معتدلًا.
صحة القلب والأوعية الدموية
يشير مسح أجري في عام 2012 لليوغا في أستراليا إلى وجود "دليل جيد على أن كل من اليوغا بمفردها، وأسلوب الحياة الصحي المرتبط بها - غالبًا ما يكون نباتيًا، وعادة ما يكون غير مدخن، ويفضل الطعام العضوي، وشرب كمية أقل من الكحول أو بدونه - مفيد لصحة القلب والأوعية الدموية، ولكن كان هناك "القليل من الاستيعاب الظاهر لليوغا لمعالجة حالات القلب والأوعية الدموية [وعوامل الخطر] الحالية". وقد ذكر المستجيبون أن اليوغا هي سبب هذه التغييرات في نمط الحياة؛ ويشير الاستطلاع إلى أن الأهمية النسبية للعوامل المختلفة لم تكن تقييم.
تخفيف التوتر
غالبًا ما تنتهي جلسات اليوغا (وأحيانًا تبدأ) بفترة استرخاء في وضعية الجثة، سافاسانا. يتم تقليل مستويات نشاط جميع عضلات الجسم، والخلايا العصبية الحركية (الخلايا العصبية) التي تنشطها، عند ممارسة الاسترخاء، باستثناء الحجاب الحاجز المستخدم في التنفس؛ وينخفض معدل التنفس أيضًا.
اليوجا لها تأثيرات أخرى قابلة للقياس قد تكون مفيدة؛ على سبيل المثال، فإنه يقلل من مستوى هرمون الإجهاد الكورتيزول.
كعلاج
المقال الرئيسي: اليوغا كعلاج
لقد وجدت المراجعة المنهجية أدلة قوية على الآثار المفيدة لليوغا كعلاج إضافي على آلام أسفل الظهر وإلى حد ما للحالات النفسية مثل الإجهاد والاكتئاب، ولكن على الرغم من المحاولات المتكررة، فإن الأدلة قليلة أو معدومة لفائدة حالات طبية معينة. كان الكثير من الأبحاث حول الاستخدام العلاجي لليوجا، بما في ذلك الاكتئاب، في شكل دراسات أولية أو تجارب سريرية ذات جودة منهجية منخفضة، وتعاني من أحجام عينات صغيرة، وعدم كفاية التحكم والتعمية، ونقص العشوائية، وارتفاع خطر الإصابة انحياز، نزعة. على سبيل المثال، تعرقلت دراسة اليوغا الحساسة للصدمات بسبب المنهجية الضعيفة.
علم كاذب
يقول طبيب الأعصاب والمتشكك ستيفن نوفيلا أن «اليوغا .. تتناسب مع ظاهرة عامة لتسويق تدخل معين كما لو كان له فوائد محددة، في حين أنه في الواقع له فوائد عامة فقط». يعطي كمثال على ذلك دليل على أن اليوغا تساعد على تخفيف آلام أسفل الظهر، ولكن مع «نقص في الدراسات الجيدة [بحلول 2013] مقارنة اليوغا بأشكال أخرى من التمارين»، من الممكن أن تكون فوائد اليوغا هي بالضبط أي شكل من أشكال التمرين تقدم بشكل عام. يشير نوفيلا إلى أن اليوغا لها جانب روحي أيضًا، لذا فإن الادعاءات المقدمة لأنها يمكن أن تمزج بين العلم و «جرعة ليبرالية من العلوم الزائفة الباطلة والتصوف». البنكرياس والكبد، وإخراج السموم، وهذا التمدد أسفل الظهر مهدئ لأن الإجهاد العاطفي يتراكم في عضلات أسفل الظهر. تذكر نوفيلا أن «أيًا من هذه الادعاءات المحددة لا تستند إلى الواقع» كما تفتقر ممارسة اليوغا للأطفال أيضًا إلى الدراسة الصارمة.